# دینا اسنایدر
دِینا اسنایدر (انگلیسی: Dana Snyder؛ زادهٔ ۱۴ نوامبر ۱۹۷۳) صدا پیشه اهل ایالات متحده آمریکا است که از سال ۲۰۰۰ میلادی تاکنون مشغول فعالیت بوده‌است.